# Він Дізель
Марк Сі́нклер Ві́нсент (англ. Mark Sinclair Vincent), відомий під сценічним ім'ям Він Ді́зель (англ. Vin Diesel; нар. 18 липня 1967) — американський актор, сценарист, кінорежисер і продюсер. Засновник продюсерської компанії Ван Рейс Продакшнз (One Race Productions), а також знімальної студії Тайґон Студіос (Tigon Studios).
За підсумками 2019 року перебуває на 6-му місці рейтингу Forbes серед найбільш високооплачуваних акторів; його заробіток склав $54 млн (40-е місце в загальному рейтингу знаменитостей).

## Біографія
Народився 18 липня 1967 р. у Каліфорнії, в Аламеді. Має брата-близнюка Пола Вінсента (продюсер).
Вперше зацікавився шоу-бізнесом у три роки: під час циркової вистави хлопчик мало не взяв участь у виступі трупи, але його вчасно зупинила мати. На сцену Марк потрапив зовсім випадково: у сім років він разом з друзями заліз у театр, щоб трохи побешкетувати там. Жінка, яка у цей час репетирувала якусь виставу, помітила хлопчаків, дала їм сценарій і пообіцяла 20 доларів, якщо вони будуть щодня приходити до неї на репетиції після школи.
На відміну від багатьох своїх ровесників, котрі знімались у телефільмах та рекламі, Вінсент довго залишався вірним театру. Однак це заняття не було прибутковим, тому йому довелось шукати іншу роботу. У 17 років завдяки вправам у спортзалах Марк вже був досить м'язистим хлопцем і без проблем влаштувався викидайлом в один з нічних клубів на Мангеттені. Саме тоді молодий актор почав називати себе Віном Дізелем.
Сценарій своєї першої короткометражки «Багатоликий» Дізель написав усього за п'ять днів, а зняв цю стрічку за три дні. Вона коштувала лише 3000 доларів; Він був режисером, продюсером, сценаристом і актором в одній особі. Аудиторія з 200 чоловік в Anthology Film Archives на Мангеттені зустріла картину вельми позитивно, завдяки чому вона змогла взяти участь у Канському фестивалі. Фільм сподобався Стівену Спілбергу, який запросив Дізеля у стрічку «Врятувати рядового Раяна» (1998) на роль Адріана Капарзо.
У недорогому фантастичному трилері «Чорна діра» (2000) актор вперше з'явився на екрані в амплуа крутого антигероя, що підкорюється тільки власному кодексу честі. Швидкісний хіт «Форсаж» (2001), в якому Він відтворив той самий образ, зробив його зіркою. За зйомки у наступній картині — «Три ікси» (2002) — Дізель запросив 10 млн доларів. «Мені зовсім не подобається платити жовторотій зірці 10 мільйонів, — сказав голова студії „Революшн“ Джо Рот, — проте у цьому бізнесі усе побудовано на ризику та інтуїції». Рот не помилився: Дізель забезпечив фільму 140-мільйонні касові збори у прокаті США.
У 2005 році Він Дізель зіграв у фільмі невластивого йому жанру — сімейної комедії «Лисий нянька: Спецзавдання». Актор виконав роль Шейна Вулфа — колишнього морського піхотинця, який охороняє п'ятьох дітей вченого, що працює на уряд. Прокат фільму виявився успішним: йому вдалося подолати витрати на виробництво і зібрати близько 200 мільйонів доларів.
У 2006 році виходять дві картини за участю актора. У першій з них — комедійної драмі «Визнайте мене винним» Сідні Люмета, показаної на міжнародному Берлінському кінофестивалі 16 лютого 2006 року, Він Дізель зіграв роль гангстера Джекі ДіНорсіо. А 16 червня в США відбулася довгоочікувана прем'єра третьої частини форсажу — «Потрійний форсаж: Токійський дрифт». До цього були чутки про те, що Він Дизель знов зіграє одну з головних ролей. Але яким було здивування глядачів, коли в центрі сюжету виявився Шон Босуелл, якого зіграв Лукас Блек. Він Дизель з'явився тільки в самому кінці фільму в епізодичній ролі. Він не був навіть вказаний в титрах.
У 2007 році Він Дізель взяв перерву у своїй акторській кар'єрі. Хоча ще в червні 2005 року було оголошено про те, що актор виконає роль Хітмена в однойменному фільмі з популярної комп'ютерної гри. Але наприкінці 2006 Він Дізель відмовився від участі в проекті, і його місце зайняв Тімоті Оліфант. Фільм вийшов на екрани 21 листопада 2007 року. Режисером став Ксав'єр Генс, а Він Дізель виступив виконавчим продюсером.
Однією з причин, по якій Він Дізель відмовився від ролі Хітмена, що так підходила йому на думку багатьох глядачів, є те, що він був зайнятий зйомками у великобюджетному фантастичному бойовику «Вавилон нашої ери» режисера Матьє Кассовіца, знятого спільно США і Францією. З 19 листопада 2007 року фільм знаходиться у стадії пост-продакшну. Актор виконав роль Туропа — найманця, найнятого для супроводу молодої жінки із Росії до Америки і не здогадується, що вона не людина, а штучно вирощений клон із штучним інтелектом і до того ж вагітної двома зародками нового виду людини, яких хоче отримати собі глава великої корпорації. Прем'єра фільму в США була призначена на 29 серпня 2008. Фільм став серйозним комерційним провалом, бо не окупив і половини бюджету.

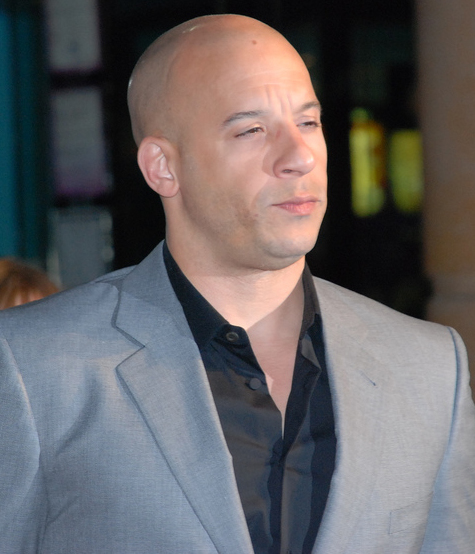
Він Дізель в 2009 у на прем'єрі фільму «Форсаж 4»

9 квітня 2009 вийшов кримінальний бойовик «Форсаж 4» режисера Джастіна Ліна, де головні ролі виконали Він Дізель, Пол Вокер і Джордана Брюстер. Зйомки почалися 21 листопада 2007. Вони проходили в Лос-Анджелесі, Мексиці і Домініканській Республіці. Він Дизель виступив також продюсером картини. До цього на екрани виходить промо-драма «Бандити» — передісторія фільму «Форсаж 4». Зйомки фільму також проходили в Домініканській республіці, таким чином Він зробив внесок у кінематограф цієї країни. Цей короткометражний бойовик був знятий самим Вином Дизелем, як свого роду рекламний хід, для розкрутки продовження серії фільмів «Форсаж». Цей короткометражний фільм розповідає про те, як головні герої познайомилися і про початок їх кримінальної кар'єри по пограбуванню автоцистерн, що перевозять пально-мастильні матеріали.
Крім цього, 17 січня 2008 офіційно був анонсований історичний фільм «Ганнібал — завойовник»
, зняти який зібрався сам актор, зігравши при цьому головну роль Ганнібала Барка — одного з найвидатніших полководців давнини. Цю картину Він Дизель мріяв зняти вже давно. Перші чутки з'явилися ще в 2003 році. Були проблеми з бюджетом, який виріс до 210 мільйонів доларів, а у 2006 році актор відвідав Іспанію для докладного вивчення місць зйомок.
У 2010 році почалася робота над фільмом «Форсаж 5». У сюжет повернулися всі герої команди Домініка Торрето. Зйомки проходили в Ріо-де-Жанейро. Світова прем'єра фільму відбулася 15 квітня 2011 року в Ріо-де-Жанейро. Він Дизель виступив також продюсером картини.
Через 2 роки вийшов наступний фільм — «Форсаж 6», що став продовженням «Форсажу 5». Зйомки проходили в основному на території Великої Британії, а також у Лос-Анджелесі, Глазго і на Канарських островах. Він Дізель знову зіграв одну з головних ролей, а також виступив одним з продюсерів. 7 травня 2013 у Лондоні відбулася світова прем'єра.
Він Дізель є володарем зірки на Голлівудській алеї слави.

## Фільмографія

### Актор
| Рік  |    | Українська назва                                | Оригінальна назва                                  | Роль             |
| ---- | -- | ----------------------------------------------- | -------------------------------------------------- | ---------------- |
| 1990 | ф  | Пробудження                                     | Awakenings                                         | санітар          |
| 1995 | кф | Багатоликий                                     | Multi-Facial                                       | Майк             |
| 1997 | ф  | Бродяги                                         | Strays                                             | Рік              |
| 1998 | ф  | Врятувати рядового Раяна                        | Saving Private Ryan                                | рядовий Капарзо  |
| 1999 | мф | Сталевий гігант                                 | The Iron Giant                                     | Сталевий гігант  |
| 2000 | ф  | У топці                                         | Boiler Room                                        | Кріс Варік       |
| 2000 | ф  | Цілковита пітьма                                | Pitch Black                                        | Річард Б. Ріддік |
| 2000 | тф | У чорній дірі                                   | Into Pitch Black                                   | Річард Б. Ріддік |
| 2001 | ф  | Форсаж                                          | The Fast and the Furious                           | Домінік Торетто  |
| 2001 | ф  | Викидайли                                       | Knockaround Guys                                   | Тейлор Різ       |
| 2002 | ф  | Три ікси                                        | xXx                                                | Ксандер Кейдж    |
| 2003 | ф  | Одинак                                          | A Man Apart                                        | Шон Веттер       |
| 2004 | вг | Хроніки Ріддіка: Втеча з Бухти М'ясника         | The Chronicles of Riddick: Escape from Butcher Bay | Річард Б. Ріддік |
| 2004 | мф | Хроніки Ріддіка: Темна лють                     | The Chronicles of Riddick: Dark Fury               | Річард Б. Ріддік |
| 2004 | ф  | Хроніки Ріддіка                                 | The Chronicles of Riddick                          | Ріддік           |
| 2005 | ф  | Лисий нянька: Спецзавдання                      | The Pacifier                                       | Шейн Вулф        |
| 2006 | ф  | Визнайте мене винним                            | Find Me Guilty                                     | Джекі ДіНорціо   |
| 2006 | ф  | Потрійний форсаж: Токійський дрифт              | The Fast and the Furious: Tokyo Drift              | Домінік Торетто  |
| 2008 | ф  | Вавилон нашої ери                               | Babylon A.D.                                       | Туроп            |
| 2009 | ф  | Форсаж 4                                        | Fast & Furious                                     | Домінік Торетто  |
| 2009 | вг | Wheelman                                        | Wheelman                                           | Майло Барнік     |
| 2009 | вг | Хроніки Ріддіка: Атака на "Темну Афіну"         | The Chronicles of Riddick: Assault on Dark Athena  | Річард Б. Ріддік |
| 2009 | кф | Бандити                                         | Los Bandoleros                                     | Домінік Торетто  |
| 2011 | ф  | Форсаж 5: Пограбування в Ріо                    | Fast Five                                          | Домінік Торетто  |
| 2013 | ф  | Форсаж 6                                        | Fast & Furious 6                                   | Домінік Торетто  |
| 2013 | мф | Ріддік: Удар у спину                            | Riddick: Blindsided                                | Ріддік           |
| 2013 | ф  | Ріддік                                          | Riddick                                            | Ріддік           |
| 2014 | ф  | Вартові галактики                               | Guardians of the Galaxy                            | Ґрут             |
| 2015 | ф  | Форсаж 7                                        | Fast & Furious 7                                   | Домінік Торетто  |
| 2015 | кф | Форсаж: Перевантаження                          | Fast & Furious: Supercharged                       | Домінік Торетто  |
| 2015 | ф  | Останній мисливець на відьом                    | The Last Witch Hunter                              | Колдер           |
| 2016 | ф  | Біллі Лінн: Довга перерва посеред бою           | Billy Lynn's Long Halftime Walk                    | Шрум             |
| 2017 | ф  | Три ікси: Реактивізація                         | xXx: The Return of Xander Cage                     | Ксандер Кейдж    |
| 2017 | ф  | Форсаж 8                                        | Fast 8                                             | Домінік Торетто  |
| 2017 | ф  | Вартові галактики 2                             | Guardians of the Galaxy Vol. 2                     | Ґрут             |
| 2018 | ф  | Месники: Війна нескінченності                   | Avengers: Infinity War                             | Ґрут             |
| 2018 | мф | Ральф-руйнівник 2: Інтернетрі                   | Ralph Breaks the Internet: Wreck-It Ralph 2        | юний Ґрут        |
| 2019 | ф  | Месники: Завершення                             | Avengers: Endgame                                  | Ґрут             |
| 2020 | ф  | Бладшот                                         | Bloodshot                                          | Рей Гаррісон     |
| 2021 | ф  | Форсаж 9                                        | Fast & Furious 9                                   | Домінік Торетто  |
| 2022 | ф  | Тор: Кохання та грім                            | Thor: Love and Thunder                             | Ґрут             |
| 2022 | с  | Я є Ґрут                                        | I Am Groot                                         | Малюк Ґрут       |
| 2022 | тф | Вартові галактики: Спеціальний святковий випуск | The Guardians of the Galaxy Holiday Special        | Ґрут             |
| 2023 | ф  | Вартові галактики 3                             | Guardians of the Galaxy Vol. 3                     | Ґрут             |
| 2023 | ф  | Форсаж 10                                       | Fast X                                             | Домінік Торетто  |
| 2026 | ф  | Форсаж 11                                       | Fast & Furious 11                                  | Домінік Торетто  |
|      | ф  | Ріддік: Фурія                                   | Riddick: Furya                                     | Ріддік           |

### Режисер, сценарист, продюсер
| Рік  |     | Українська назва             | Оригінальна назва              | Роль                                               |
| ---- | --- | ---------------------------- | ------------------------------ | -------------------------------------------------- |
| 1995 | кф  | Багатоликий                  | Multi-Facial                   | режисер, сценарист, продюсер                       |
| 1997 | ф   | Бродяги                      | Strays                         | режисер, сценарист, виконавчий продюсер / продюсер |
| 2002 | ф   | Три ікси                     | xXx                            | виконавчий продюсер                                |
| 2003 | ф   | Одинак                       | A Man Apart                    | продюсер                                           |
| 2004 | ф   | Хроніки Ріддіка              | The Chronicles of Riddick      | продюсер                                           |
| 2007 | ф   | Хітмен                       | Hitman                         | виконавчий продюсер                                |
| 2009 | ф   | Форсаж 4                     | Fast & Furious                 | продюсер                                           |
| 2009 | вг  | Wheelman                     | Wheelman                       | виконавчий продюсер                                |
| 2009 | кф  | Бандити                      | Los Bandoleros                 | режисер, сценарист, продюсер                       |
| 2011 | ф   | Форсаж 5: Пограбування в Ріо | Fast Five                      | продюсер                                           |
| 2011 | с   |                              | The Ropes                      | режисер, виконавчий продюсер, сценарист            |
| 2012 | док | Герой війни                  | A War Hero                     | виконавчий продюсер                                |
| 2013 | ф   | Форсаж 6                     | Fast & Furious 6               | продюсер                                           |
| 2013 | ф   | Ріддік                       | Riddick                        | продюсер                                           |
| 2014 | док | Життя — це сон               | Life Is a Dream                | виконавчий продюсер                                |
| 2015 | ф   | Форсаж 7                     | Fast & Furious 7               | продюсер                                           |
| 2017 | ф   | Форсаж 8                     | Furious 8                      | продюсер                                           |
| 2017 | ф   | Три ікси: Реактивізація      | xXx: The Return of Xander Cage | продюсер                                           |
| 2018 | ф   |                              | Get Christie Love              | виконавчий продюсер                                |
| 2020 | ф   | Бладшот                      | Bloodshot                      | продюсер                                           |
| 2021 | ф   | Форсаж 9                     | Fast & Furious 9               | продюсер                                           |
| 2023 | ф   | Форсаж 10                    | Fast X                         | продюсер                                           |